# Championnat d'Ukraine de football de deuxième division 2015-2016
 (mai 2021).
Navigation
2014-2015 2016-2017
Le Championnat d'Ukraine de football de deuxième division 2015-2016 est la 25e saison de la Persha Liha, la seconde division ukrainienne.
Trois nouvelles équipes ont été promues de la seconde ligue 2014-2015 :
- Dnipro Tcherkassy – (qui revient après une absence de dix-sept saisons)
- Obolon-Brovar Kiev (successeur du Obolon Kiev qui revient après trois saisons)
- Avanhard Kramatorsk (réintégré après une suspension d'un an)

Une équipe reléguée de la première ligue ukrainienne 2014-2015.
- Illichivets Marioupol (revient après sept saisons)

## Classement
| Rang | Équipe                  | Pts | J  | G  | N  | P  | Bp | Bc | Diff |
| ---- | ----------------------- | --- | -- | -- | -- | -- | -- | -- | ---- |
| 1    | Zirka Kirovohrad        | 65  | 30 | 20 | 5  | 5  | 49 | 22 | +27  |
| 2    | Dnipro Tcherkassy P     | 55  | 30 | 16 | 7  | 7  | 45 | 27 | +18  |
| 3    | Obolon-Brovar Kiev P    | 54  | 30 | 16 | 6  | 8  | 45 | 35 | +10  |
| 4    | Illichivets Marioupol R | 53  | 30 | 14 | 11 | 5  | 33 | 23 | +10  |
| 5    | Helios Kharkiv          | 51  | 30 | 13 | 12 | 5  | 33 | 24 | +9   |
| 6    | Hirnyk Kryvyi Rih       | 39  | 30 | 13 | 10 | 7  | 39 | 27 | +12  |
| 7    | MFK Mykolaïv            | 44  | 30 | 13 | 8  | 9  | 34 | 27 | +7   |
| 8    | Desna Tchernihiv        | 40  | 30 | 11 | 7  | 12 | 30 | 29 | +1   |
| 9    | Naftovyk Okhtyrka       | 40  | 30 | 11 | 7  | 12 | 31 | 33 | -2   |
| 10   | FK Poltava              | 38  | 30 | 10 | 8  | 12 | 29 | 32 | -3   |
| 11   | Dynamo-2 Kiev           | 36  | 30 | 9  | 9  | 12 | 27 | 34 | -7   |
| 12   | Hirnyk-Sport Komsomolsk | 33  | 30 | 8  | 9  | 13 | 30 | 35 | -5   |
| 13   | Avanhard Kramatorsk P   | 32  | 30 | 8  | 8  | 14 | 28 | 42 | -14  |
| 14   | FK Soumy                | 30  | 30 | 8  | 6  | 16 | 35 | 54 | -19  |
| 15   | FK Ternopil             | 22  | 30 | 6  | 7  | 17 | 18 | 47 | -29  |
| 16   | Nyva Ternopil           | 7   | 30 | 2  | 4  | 24 | 10 | 26 | -16  |

| Légende : Qualifications et relégations | Légende : Qualifications et relégations |
| --------------------------------------- | --------------------------------------- |
|                                         | Promu en Premier-Liga                   |
|                                         | Barrage de relégation                   |
|                                         | Relégation en Drouha Liha               |
|                                         | Forfait                                 |

- Hirnyk Kryvyi Rih se retire à la fin de la saison.
- Le Dynamo Kiev annonce en fin de saison le retrait de son équipe réserve.
- Le Nyva Ternopil se retire en cours de compétition pour rejoindre les championnats amateurs.
- En raison des trois forfaits les barrages de relégation sont annulés et le 15e est repêché.